# Monrovia (Califórnia)
Monrovia é uma cidade localizada no estado americano da Califórnia, no Condado de Los Angeles. Foi incorporada em 15 de dezembro de 1887.

## Geografia
De acordo com o United States Census Bureau, a cidade tem uma área de 35,5 km², onde 35,2 km² estão cobertos por terra e 0,3 km² por água.

### Localidades na vizinhança
O diagrama seguinte representa as localidades num raio de 8 km ao redor de Monrovia.

## Demografia
Segundo o censo nacional de 2010, a sua população é de 36 590 habitantes e sua densidade populacional é de 1 038,79 hab/km². Possui 14 473 residências, que resulta em uma densidade de 410,89 residências/km².